# Grenada op de Olympische Zomerspelen 1984
Grenada debuteerde op de Olympische Zomerspelen 1984 in Los Angeles, Verenigde Staten. Zes atleten behoorden tot de selectie, actief in de atletiek en het Boksen. 

## Deelnemers en resultaten

### Atletiek
| Olympiër            | Discipline      | Resultaat | Prestatie                            |
| ------------------- | --------------- | --------- | ------------------------------------ |
| Samuel Sawny        | 800m (m)        | 49e       | serie 1: 7de in 1.53,08              |
|                     |                 |           |                                      |
| Jacinta Bartholomew | verspringen (v) | 16e       | kwalificatie groep B: 10de met 6,07m |

### Boksen
| Olympiër                    | Discipline | Resultaat | Prestatie |
| --------------------------- | ---------- | --------- | --- |
| Errol Phillip               | -60kg (m)  | 9e        | 1ste ronde: vrij 2de ronde: W van ZAM Chinyanta: scheidsrechterlijke beslissing                                         |
| Bernard Wilson              | -67kg (m)  | 5e        | 1ste ronde: vrij 2de ronde: V van NGR Omoruyi: scheidsrechterlijke beslissing kwartfinale: V van SWE Koskela: knock-out |
| Christopher "Chris" Collins | -75kg (m)  | 17e       | 1ste ronde: V van SAM Tuvale: scheidsrechterlijke beslissing                                                            |
| Anthony Longdon             | -81kg (m)  | 17e       | 1ste ronde: V van IRQ Salman: knock-out                                                                                 |

Algerije · Amerikaanse Maagdeneilanden · Andorra · Antigua en Barbuda · Argentinië · Australië · Bahama’s · Bahrein · Bangladesh · Barbados · België · Belize · Benin · Bermuda · Bhutan · Birma · Bolivia · Bondsrepubliek Duitsland · Botswana · Brazilië · Britse Maagdeneilanden · Canada · Centraal-Afrikaanse Republiek · Chili · China · Chinees Taipei · Colombia · Congo-Brazzaville · Costa Rica · Cyprus · Denemarken · Djibouti · Dominicaanse Republiek · Ecuador · Egypte · El Salvador · Equatoriaal-Guinea · Fiji · Filipijnen · Finland · Frankrijk · Gabon · Gambia · Ghana · Grenada · Griekenland · Groot-Brittannië · Guatemala · Guinee · Guyana · Haïti · Honduras · Hongkong · Ierland · IJsland · India · Indonesië · Irak · Israël · Italië · Ivoorkust · Jamaica · Japan · Joegoslavië · Jordanië · Kaaimaneilanden · Kameroen · Kenia · Koeweit · Lesotho · Libanon · Liberia · Liechtenstein · Luxemburg · Madagaskar · Malawi · Maleisië · Mali · Malta · Marokko · Mauritanië · Mauritius · Mexico · Monaco · Mozambique · Nederland · Nederlandse Antillen · Nepal · Nicaragua · Nieuw-Zeeland · Niger · Nigeria · Noord-Jemen · Noorwegen · Oeganda · Oman · Oostenrijk · Pakistan · Panama · Papoea-Nieuw-Guinea · Paraguay · Peru · Portugal · Puerto Rico · Qatar · Roemenië · Rwanda · Salomonseilanden · Samoa · San Marino · Saoedi-Arabië · Senegal · Seychellen · Sierra Leone · Singapore · Soedan · Somalië · Spanje · Sri Lanka · Suriname · Swaziland · Syrië · Tanzania · Thailand · Togo · Tonga · Trinidad en Tobago · Tsjaad · Tunesië · Turkije · Uruguay · Venezuela · Verenigde Arabische Emiraten · Verenigde Staten · Zaïre · Zambia · Zimbabwe · Zuid-Korea · Zweden · Zwitserland